# Barbus Müller
Les Barbus Müller sont une série de statuettes sculptées dans du granit ou de la pierre volcanique. Leur nom provient du collectionneur Josef Müller qui les découvrit chez un antiquaire en 1940, ainsi qu'au grand nombre de visages barbus sculptés dans cette série. Ils ont longtemps été d'origine incertaine, et de nombreuses hypothèses ont été formulées à leur sujet. On ignorait le nom de leur créateur, leur lieu d'origine et l'époque exacte où ils avaient été sculptés. Ces trois points ont été élucidés par le peintre, chercheur indépendant et spécialiste d'art singulier Bruno Montpied : on peut les attribuer au cultivateur auvergnat et ancien zouave Antoine Rabany.

## Description et historique
Ces statues, par leur apparence archaïque, rappellent les monolithes de l'île de Pâques. On les a vite considérées d'origine française, mais sans savoir si elles avaient été réalisées par un ou plusieurs artistes, même si nombre d'entre elles paraissaient avoir été sculptées par la même personne.  Jean Dubuffet, Henri-Pierre Roché, Charles Ratton et le sculpteur Saint-Paul étaient des collectionneurs de ces statues. Leur nom de Barbus provient du fait que de nombreux personnages sculptés ont une barbe et le qualificatif de Müller du nom du collectionneur Josef Mueller (ou Müller), qui en possédait un grand nombre.

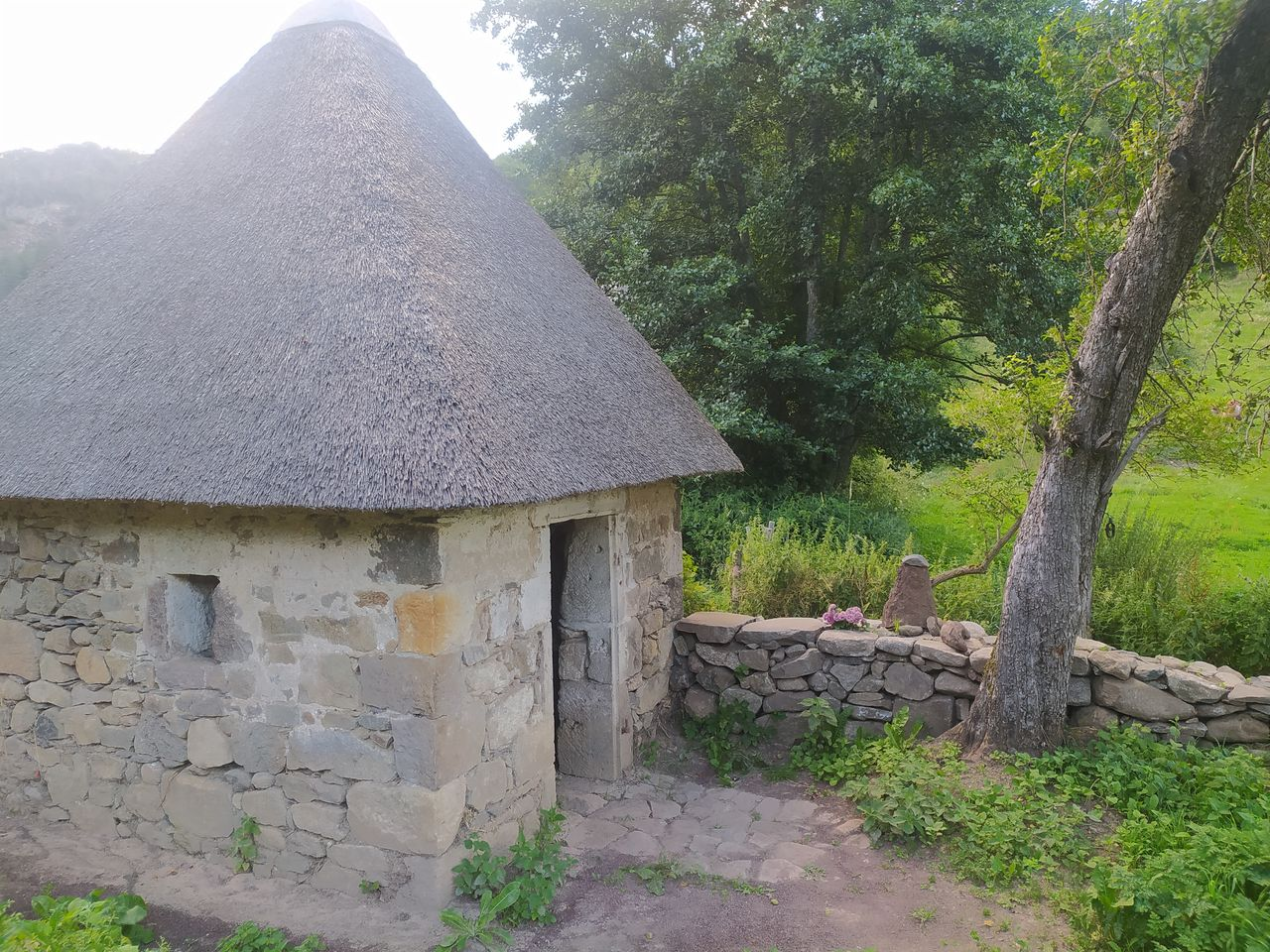
La cabane d'Antoine Rabany en 2024

En 2017, Bruno Montpied réussit, à partir de photos anciennes représentant un jardin où sont exposées des statuettes dont quelques-unes sont en tous points semblables avec certains des Barbus Müller connus, à déterminer qu'elles ont été réalisées dans le village de Chambon-sur-Lac (Puy-de-Dôme), confirmant l'origine auvergnate déjà admise comme hypothèse sérieuse par les premiers critiques d'art. Cette découverte est portée dans son livre Le Gazouillis des éléphants, publié la même année. Avec l'aide de l'universitaire clermontois Régis Gayraud, il précise en 2018 l'identité du créateur de ces statues. Il s'agit d'un cultivateur auvergnat, ancien zouave, Antoine Rabany (1844-1919), dit le Zouave, né et mort à Chambon-sur-Lac. 
À la suite de cette découverte, il va trouver que ces statues avaient déjà été évoquées marginalement par le peintre et régionaliste auvergnat Maurice Busset, et surtout par des archéologues comme Léon Coutil, et Albert Lejay qui en photographia. Le regard des archéologues des années 1920 diffère toutefois de façon radicale de celui des premiers collectionneurs des statuettes. Indifférent à la qualité esthétique intrinsèque des œuvres produites par le zouave Rabany, Léon Coutil s'inquiète de ce que des antiquaires puissent faire passer ces sculptures pour des œuvres gallo-romaines et parle même de "faux" caractérisés. En revanche, la découverte des mêmes œuvres, devenues anonymes, par les collectionneurs et les artistes deux décennies après les observations de Coutil témoigne d'un regard transformé, nourri par la nouvelle évaluation de l'art populaire qui s'est opérée, et les Barbus Müller, qu'il faudrait peut-être désormais renommer les "Barbus Müller du Zouave Rabany", contribuent à l'élaboration par Jean Dubuffet du concept d'art brut.
Ces articles qui confirment l'attribution des Barbus Müller à Antoine Rabany vont permettre aussi de préciser la date de création de ces œuvres, réalisées dans les premières années du XXe siècle, avant la Première Guerre mondiale et peut-être pendant celle-ci, l'auteur étant décédé en 1919.  
L'enquête menée par Bruno Montpied et les conclusions de celle-ci ont été publiées sur son blog Le Poignard Subtil, du 7 au 12 avril 2018,,,,,.
À la suite de cette découverte, du 4 mars au 1er novembre 2020, le Musée Barbier-Mueller de Genève organise une exposition rassemblant 22 Barbus de sa propre collection et de prêteurs publics ou privés,,. Un important catalogue, avec trois études par Baptiste Brun, Sarah Lombardi et Bruno Montpied, comportant en supplément la réédition du fascicule réalisé à leur sujet par Jean Dubuffet en 1947 mais dont le tirage avait été à l'époque presque entièrement pilonné, est publié à cette occasion. 

## Collections publiques conservant des Barbus Müller
- Genève, Musée Barbier-Mueller[15]
- Lausanne, Collection de l'Art Brut
- Paris, Centre Pompidou[16]
- Villeneuve d'Ascq, LaM - Lille Métropole Musée d'art moderne, d'art contemporain et d'art brut[17]

## Expositions
- 1947 : Paris, Foyer de l'Art Brut
- 1967 : L'Art Brut, Paris, Musée des Arts Décoratifs
- 2005 : Im Rausch der Kunst - Dubuffet und Art Brut, Düsseldorf, Museum Kunstpalast
- 2015-2016 : Art Brut in America: The Incursion of Jean Dubuffet, New York, American Folk Art Museum
- 2020 : Les Barbus Müller et leur énigmatique sculpteur, Genève, Musée Barbier-Mueller[18]
- 2022 : Sur les pas de Dubuffet en Auvergne, Clermont-Ferrand, Musée d'Art Roger-Quilliot